# Super 14 2010
Il Super 14 2010 fu la 15ª edizione del Super Rugby SANZAR, torneo professionistico annuale di rugby a 15 tra squadre di club delle federazioni australiana, neozelandese e sudafricana.
Iniziato a febbraio 2010, vide la sua stagione regolare svolgersi con la consueta formula di gare di sola andata su 14 turni (per i sette turni centrali del torneo due squadre a turno hanno riposano, in modo da portare la cadenza del torneo a 14 settimane invece di 13 come il numero di squadre suggerisce).
La semifinale vide due squadre sudafricane, Bulls e Stormers, prevalere sulle loro sfidanti, rispettivamente i neozelandesi Crusaders e gli australiani Waratahs.
Tale edizione del torneo fece anche registrare il nuovo record per punti e mete in una singola partita del Super Rugby: nella seconda settimana, il 19 febbraio 2010, nell'incontro Bulls - Chiefs 65-72, furono marcate 18 mete totali e realizzati 137 punti, battendo in una volta sola i precedenti primati rispettivamente di 14 (Crusaders - Waratahs 96-19, 2002) e 118 (Natal Sharks - Otago Highlanders, 1997).
I Bulls, primatisti della stagione regolare, ebbero il diritto di disputare sul proprio campo la finale; il 29 maggio all'Orlando Stadium di Soweto, sobborgo di Johannesburg - essendo stato il loro terreno interno Loftus Versfeld già consegnato alla FIFA per gli incontri del mondiale di calcio - sconfissero gli Stormers per 25-17 e si confermarono per la terza volta, la seconda consecutiva, campioni della competizione.
Si tratta anche dell'ultima edizione del torneo con tale nome; dall'edizione 2011, con l'ingresso nel torneo degli australiani del Melbourne Rebels, la competizione si chiamò Super Rugby.

## Squadre partecipanti e ambiti territoriali
| Paese         | Squadra       | Sede           | Area                                            |
| ------------- | ------------- | -------------- | ----------------------------------------------- |
| Australia     | Brumbies      | Canberra       | Territorio della Capitale Australiana           |
| Australia     | Reds          | Brisbane       | Stato del Queensland                            |
| Australia     | Waratahs      | Sydney         | Stato del Nuovo Galles del Sud                  |
| Australia     | Western Force | Perth          | Stato dell’Australia Occidentale                |
| Nuova Zelanda | Blues         | Auckland       | Penisola di North Auckland                      |
| Nuova Zelanda | Chiefs        | Hamilton       | Distretti di Hamilton, Tauranga e Rotorua       |
| Nuova Zelanda | Crusaders     | Christchurch   | Regione di Canterbury                           |
| Nuova Zelanda | Highlanders   | Dunedin        | Distretto di Otago e South Land                 |
| Nuova Zelanda | Hurricanes    | Wellington     | Wellington, Palmerston North e Napier           |
| Sudafrica     | Bulls         | Pretoria       | East Rand, Limpopo                              |
| Sudafrica     | Cheetahs      | Bloemfontein   | Stato libero, Provincia del Capo Settentrionale |
| Sudafrica     | Lions         | Johannesburg   | Mpumalanga, Provincia del Nordovest             |
| Sudafrica     | Sharks        | Durban         | KwaZulu-Natal                                   |
| Sudafrica     | Stormers      | Città del Capo | Cape Winelands, West Coast                      |

## Stagione regolare

### Risultati
|           | 1ª giornata              |       |
| --------- | ------------------------ | ----- |
| 12-2-2010 | Blues - Hurricanes       | 20-34 |
| 12-2-2010 | Western Force - Brumbies | 15-24 |
| 12-2-2010 | Cheetahs - Bulls         | 34-51 |
| 13-2-2010 | Crusaders - Highlanders  | 32-17 |
| 13-2-2010 | Reds - Waratahs          | 28-30 |
| 13-2-2010 | Lions - Stormers         | 13-26 |
| 13-2-2010 | Sharks - Chiefs          | 18-19 |
|           |                          |       |
|           | 4ª giornata              |       |
| 5-3-2010  | Chiefs - Reds            | 18-23 |
| 5-3-2010  | Brumbies - Lions         | 24-13 |
| 6-3-2010  | Crusaders - Blues        | 33-20 |
| 6-3-2010  | Waratahs - Sharks        | 25-21 |
| 6-3-2010  | Stormers - Highlanders   | 33-0  |
| 6-3-2010  | Cheetahs - Hurricanes    | 28-12 |
| Rip.      | Bulls e Western Force    |       |
|           |                          |       |
|           | 7ª giornata              |       |
| 26-3-2010 | Highlanders - Lions      | 39-29 |
| 26-3-2010 | Brumbies - Chiefs        | 30-23 |
| 26-3-2010 | Cheetahs - Reds          | 10-31 |
| 27-3-2010 | Hurricanes - Sharks      | 26-29 |
| 27-3-2010 | Waratahs - Blues         | 39-32 |
| 27-3-2010 | Western Force - Bulls    | 15-28 |
| Rip.      | Stormers e Crusaders     |       |
|           |                          |       |
|           | 10ª giornata             |       |
| 16-4-2010 | Chiefs - Stormers        | 15-49 |
| 16-4-2010 | Brumbies - Hurricanes    | 13-23 |
| 17-4-2010 | Blues - Western Force    | 38-17 |
| 17-4-2010 | Crusaders - Cheetahs     | 45-6  |
| 17-4-2010 | Reds - Bulls             | 19-12 |
| 17-4-2010 | Lions - Sharks           | 28-32 |
| Rip.      | Cheetahs e Highlanders   |       |
|           |                          |       |
|           | 13ª giornata             |       |
| 7-5-2010  | Hurricanes - Reds        | 44-21 |
| 7-5-2010  | Bulls - Crusaders        | 40-35 |
| 8-5-2010  | Chiefs - Waratahs        | 19-46 |
| 8-5-2010  | Brumbies - Highlanders   | 31-3  |
| 8-5-2010  | Lions - Blues            | 14-56 |
| 8-5-2010  | Cheetahs - Western Force | 29-14 |
| 8-5-2010  | Sharks - Stormers        | 20-14 |

|           | 2ª giornata                |        |
| --------- | -------------------------- | ------ |
| 19-2-2010 | Highlanders - Blues        | 15-19  |
| 19-2-2010 | Reds - Crusaders           | 41-20  |
| 19-2-2010 | Sharks - Cheetahs          | 20-25  |
| 19-2-2010 | Lions - Chiefs             | 65-72  |
| 20-2-2010 | Hurricanes - Western Force | 47-22  |
| 20-2-2010 | Bulls - Brumbies           | 50-32  |
| 20-2-2010 | Stormers - Waratahs        | 27-6   |
|           |                            |        |
|           | 5ª giornata                |        |
| 12-3-2010 | Chiefs - Crusaders         | 19-26  |
| 12-3-2010 | Waratahs - Lions           | 73-12  |
| 13-3-2010 | Brumbies - Sharks          | 24-22  |
| 13-3-2010 | Bulls - Highlanders        | 50-35  |
| 13-3-2010 | Stormers - Hurricanes      | 37– 13 |
| 14-3-2010 | Reds - Western Force       | 50-10  |
| Rip.      | Cheetahs e Blues           |        |
|           |                            |        |
|           | 8ª giornata                |        |
| 2-4-2010  | Hurricanes - Crusaders     | 26-26  |
| 2-4-2010  | Western Force - Stormers   | 16-15  |
| 3-4-2010  | Blues - Bulls              | 32-17  |
| 3-4-2010  | Chiefs - Highlanders       | 27-21  |
| 3-4-2010  | Waratahs - Cheetahs        | 40-17  |
| 3-4-2010  | Sharks - Reds              | 30-28  |
| Rip.      | Lions e Brumbies           |        |
|           |                            |        |
|           | 11ª giornata               |        |
| 23-4-2010 | Chiefs - Cheetahs          | 25-25  |
| 23-4-2010 | Reds - Stormers            | 16-13  |
| 23-4-2010 | Western Force - Crusaders  | 24-16  |
| 24-4-2010 | Highlanders - Hurricanes   | 31-33  |
| 24-4-2010 | Waratahs - Brumbies        | 19-12  |
| 24-4-2010 | Bulls - Lions              | 51-11  |
| 24-4-2010 | Sharks - Blues             | 23-10  |
|           |                            |        |
|           | 14ª giornata               |        |
| 14-5-2010 | Crusaders - Brumbies       | 40-22  |
| 14-5-2010 | Waratahs - Hurricanes      | 32– 16 |
| 14-5-2010 | Sharks - Western Force     | 27-22  |
| 15-5-2010 | Blues - Chiefs             | 30-20  |
| 15-5-2010 | Reds - Highlanders         | 38-36  |
| 15-5-2010 | Cheetahs - Lions           | 59-10  |
| 15-5-2010 | Stormers - Bulls           | 38-10  |

|           | 3ª giornata                 |       |
| --------- | --------------------------- | ----- |
| 26-2-2010 | Crusaders - Sharks          | 35-6  |
| 26-2-2010 | Stormers - Brumbies         | 17-19 |
| 27-2-2010 | Hurricanes - Lions          | 33-18 |
| 27-2-2010 | Reds - Blues                | 18-27 |
| 27-2-2010 | Western Force - Chiefs      | 19-37 |
| 27-2-2010 | Cheetahs - Highlanders      | 24-31 |
| 27-2-2010 | Bulls - Waratahs            | 48-38 |
|           |                             |       |
|           | 6ª giornata                 |       |
| 19-3-2010 | Blues - Brumbies            | 39-34 |
| 19-3-2010 | Bulls - Hurricanes          | 19-18 |
| 20-3-2010 | Crusaders - Lions           | 46-19 |
| 20-3-2010 | Highlanders - Sharks        | 16-30 |
| 20-3-2010 | Western Force - Waratahs    | 10-14 |
| 20-3-2010 | Stormers - Cheetahs         | 21-8  |
| Rip.      | Reds e Chiefs               |       |
|           |                             |       |
|           | 9ª giornata                 |       |
| 9-4-2010  | Chiefs - Bulls              | 19-33 |
| 10-4-2010 | Highlanders - Western Force | 27-41 |
| 10-4-2010 | Blues - Stormers            | 21-33 |
| 10-4-2010 | Crusaders - Waratahs        | 20-13 |
| 10-4-2010 | Brumbies - Cheetahs         | 61-15 |
| 10-4-2010 | Lions - Reds                | 26-41 |
| Rip.      | Sharks e Hurricanes         |       |
|           |                             |       |
|           | 12ª giornata                |       |
| 30-4-2010 | Highlanders - Waratahs      | 26-10 |
| 30-4-2010 | Stormers - Crusaders        | 42-14 |
| 1-5-2010  | Hurricanes - Chiefs         | 33-27 |
| 1-5-2010  | Brumbies - Reds             | 32-12 |
| 1-5-2010  | Cheetahs - Blues            | 36-32 |
| 1-5-2010  | Lions - Western Force       | 12-33 |
| 1-5-2010  | Bulls - Sharks              | 27-19 |

### Classifica
|  |     | Squadra       | G  | V  | N | P  | PF  | PS  | B | Pt |
|  | --- | ------------- | -- | -- | - | -- | --- | --- | - | -- |
|  | 1.  | Bulls         | 13 | 10 | 0 | 3  | 436 | 345 | 7 | 47 |
|  | 2.  | Stormers      | 13 | 9  | 0 | 4  | 365 | 171 | 8 | 44 |
|  | 3.  | Waratahs      | 13 | 9  | 0 | 4  | 385 | 288 | 7 | 43 |
|  | 4.  | Crusaders     | 13 | 8  | 1 | 4  | 388 | 295 | 7 | 41 |
|  | 5.  | Reds          | 13 | 8  | 0 | 5  | 366 | 308 | 7 | 39 |
|  | 6.  | Brumbies      | 13 | 8  | 0 | 5  | 358 | 291 | 5 | 37 |
|  | 7.  | Blues         | 13 | 7  | 0 | 6  | 376 | 333 | 9 | 37 |
|  | 8.  | Hurricanes    | 13 | 7  | 1 | 5  | 358 | 323 | 7 | 37 |
|  | 9.  | Sharks        | 13 | 7  | 0 | 6  | 297 | 297 | 5 | 33 |
|  | 10. | Chiefs        | 13 | 4  | 1 | 8  | 340 | 418 | 8 | 26 |
|  | 11. | Cheetahs      | 13 | 5  | 1 | 7  | 315 | 393 | 4 | 26 |
|  | 12. | Highlanders   | 13 | 3  | 0 | 10 | 297 | 397 | 7 | 19 |
|  | 13. | Western Force | 13 | 4  | 0 | 9  | 258 | 364 | 3 | 19 |
|  | 14. | Lions         | 13 | 0  | 0 | 13 | 270 | 585 | 5 | 5  |

## Semifinali
| Arbitro: | Stuart Dickinson |

|                                      |      |                                      |
| 1’ Spies 14’ Kirchner 64’ du Preez   | mt   | 11’ McCaw 45’ Maitland 78’ Whitelock |
| 2’, 15’, 65’ M. Steyn                | tr   | 11’, 45’, 78’ Carter                 |
| 8’, 18’, 33’, 48’, 68’, 73’ M. Steyn | c.p. | 22’ Carter                           |

| Arbitro: | Mark Lawrence |

|                                   |      |            |
| 26’ de Jongh                      | mt   |            |
| 26’ Grant                         | tr   |            |
| 8’, 11’, 49’, 55’, 62’, 65’ Grant | c.p. | 14’ Barnes |
|                                   | drop | 24’ Barnes |

## Finale
| Arbitro: | Craig Joubert |

| |              | |
| 25’ F. Hougaard | mt           | 53’ Habana 77’ P. Louw |
| 25’ M. Steyn | tr           | 53’, 77’ Grant |
| 9’, 15’, 20’, 60’, 71’, 75’ M. Steyn | c.p.         | 30’ Grant |
| · Kirchner · 9’ v.d. Heever · 76’ Pretorius · Olivier · F. Hougaard · M. Steyn · F. du Preez · Spies · 58’ D. Potgieter · 73’ Stegmann · Matfield · 58’ D. Rossouw · 73’ Kruger · 72’ G. Botha · Steenkamp | Formazioni   | · J. Pietersen · Aplon · Fourie · 23’ de Jongh · Habana · Grant · 65’ Duvenhage · Vermeulen · F. Louw · Burger · 4’ 16’ Bekker · 59’ Fondse · 76’ Harris · 61’ T. Liebenberg · 55’ Blaauw |
| · 9’ v.d. Westhuyzen · 58’ v.d. Merwe · 58’ Wannenburg · 72’ Maku · 73’ Kuun · 73’ Roux · 76’ J. Potgieter                                                                                                 | Sostituzioni | · 4’ 16’ 59’ v. Zyl · 23’ Whitehead · 55’ Kritzinger · 61’ Fourie · 65’ Januarie · 76’ P. Louw                                                                                            |
| Frans Ludeke | Allenatori   | Allister Coetzee |